# Cacho Espíndola
Oscar Espíndola, más conocido como Cacho Espíndola (Buenos Aires, 10 de marzo de 1940 - ibídem, 21 de agosto de 2004) fue un actor cómico argentino con una amplia trayectoria en cine, teatro y televisión. Su tío fue el aclamado primer actor Raúl Rossi.

## Carrera
Cacho Espíndola fue un popular actor de reparto argentino que, iniciado en la pantalla grande, supo secundar a la perfección a figuras como Guillermo Francella, Juan Carlos Calabró, Alberto Olmedo, Susana Giménez, Ricardo Espalter, Ernesto Bianco, entre muchos otros. Alcanzó un estilo humorístico netamente porteño para ganar popularidad con varios personajes muy logrados, sobre todo a través de la televisión, lugar que le mereció un Premio Martín Fierro en 1990.
Su debut en la pantalla grande lo unió con el director José Martínez Suárez, que con el tiempo lo adoptó como uno de sus actores de reparto predilectos.
También trabajó como actor de publicidad al hacer el comercial de caloventor "Aurora".
Una de sus últimas interpretaciones fue en la serie de televisión Los simuladores, en el capítulo 10 -"Los impresentables"-, donde interpretó a "Óscar", un hombre mal hablado y de pésimos modales, siendo esta la interpretación por la que es más conocido entre el público juvenil. Espíndola volvería a interpretar a este personaje en el primer capítulo de la segunda temporada, "Los cuatro notables".
El día 7 de julio de 2021, en el programa Los Mammones, el actor Martín Seefeld, que en Los Simuladores interpretó a Gabriel David Medina, dijo que su Capítulo preferido de "Los Simuladores" había sido el capítulo 10 de la 1.er. temporada "porque había tenido el gran gusto de trabajar con Cacho Espíndola, por quien tenía una profunda admiración".

## Filmografía
- 1960: Héroes de hoy
- 1961: Alias Gardelito
- 1961: Sombras en el cielo
- 1962: Dar la cara
- 1962: Una jaula no tiene secretos
- 1963: La chacota
- 1964: Crónica de un niño solo
- 1966: Buenos Aires, verano 1912
- 1966: Hotel alojamiento
- 1966: Las locas del conventillo (María y la otra)
- 1967: El otro oficio
- 1967: Cuando los hombres hablan de mujeres
- 1969: Invasión
- 1970: Los mochileros
- 1970: Juan Lamaglia y Sra
- 1970: La cosecha
- 1971: La gran ruta
- 1971: Un guapo del 900
- 1971: Balada para un mochilero
- 1975: La película
- 1975: Los chantas
- 1975: Una mujer
- 1975: Mi novia el...
- 1976: Juan que reía
- 1979: Donde duermen dos... duermen tres
- 1980: El infierno tan temido
- 1981: La pulga en la oreja
- 1984: Noches sin lunas ni soles
- 1985: Tacos altos
- 1986: Las lobas
- 1987: Johnny Tolengo, el majestuoso
- 1989: Los cuentos de Fontanarrosa
- 1993: Muchas gracias maestro
- 1999: El amateur
- 2001: Tobi y el libro mágico
- 2003: India Pravile
- 2003: El fondo del mar[2]

## Televisión
- 1972: La mosca loca
- 1973: Gorosito y señora
- 1973: Los compinches
- 1973/1974: Fresco y Batata
- 1978/1979: Un mundo de veinte asientos
- 1981: El patio
- 1982: Juan sin nombre
- 1983: La casa nostra
- 1987: La cuñada
- 1987: Ficciones
- 1989: La bonita pagina
- 1991: Amigos son los amigos
- 1992: El oro y el barro
- 1992: Brigada Cola
- 1992: El Gordo y el Flaco
- 1993/1996: Mi cuñado
- 1996/1998: Verdad consecuencia
- 1999: Buenos vecinos
- 2002: Los simuladores - capítulo 10, 1ª temporada: "Los impresentables"; y capítulo 1, 2ª temporada: "Los 4 notables".
- 2003: Un viaje a la estratosfera, emitido por Canal 7.[3]

## Teatro
- Cyrano de Bergerac (1966), que dirigió Zelmar Gueñol.
- Sueño de una noche de verano (1969), dirigida por Cecilio Madanes
- Las brujas de Salem (1972), con puesta en escena de Agustín Alezzo.
- Entre julepe y julepe llegaremos al 77 (1976), de Hugo Moser.
- La nona (1977), de Roberto Cossa.
- El violinista en el tejado, cuyo elenco era encabezado por Raúl Rossi.
- For export (1981)
- La pulga en la oreja (1995/1996)

## Muerte
El cómico Cacho Espíndola falleció el domingo 21 de agosto de 2004 víctima de una crisis cardíaca que sucedió a una descompensación a raíz de una súbita dolencia. Sus restos descansan en el panteón de SADAIC de la Asociación Argentina de Actores del Cementerio de la Chacarita.
Tan conocido por su trabajo artístico como por su fanatismo futbolístico por Club Ferro Carril Oeste, fue recordado en un minuto de silencio en el estadio de Caballito, antes de que el mismo venciera a Defensa y Justicia por 4 a 1.